# 45 Piscium
45 Piscium är en orange stjärna som ligger i Fiskarnas stjärnbild.
45 Piscium har visuell magnitud +6,76 och går inte att observera utan fältkikare. Stjärnan befinner sig på ett avstånd av ungefär 735 ljusår.